# Okinawaralle
Die Okinawaralle (Hypotaenidia okinawae, Syn.: Gallirallus okinawae, japanisch ヤンバルクイナ Yanbaru-Kuina) ist eine Rallenart, die auf der japanischen Insel Okinawa Hontō endemisch ist. Sie wurde erst 1978 entdeckt und 1981 beschrieben.

## Merkmale
Die Okinawaralle erreicht eine Länge von 30 cm und eine Flügelspanne von 50 cm. Sie ist nahezu flugunfähig. Der Schwanz ist sehr kurz und zerschlissen. Die Beine sind lang und kräftig. Die gesamte Oberseite und die Oberflügel sind dunkel olivbraun. Kinn, Kehle, Gesichtsseiten und Obernacken sind schwarz. Ein weißlicher Wangenfleck und eine weiße Linie verlaufen von der Augenbasis über die Ohrdecken runter zum Obernacken. Einige äußere Handschwingen haben schmale weiße Binden an den Außenfahnen. Die inneren Handschwingen weisen breite bräunlichgelbe Binden auf. Die Unterseite ist schwarz mit schmalen weißen Wellenlinien. Die Unterschwanzdecken sind schwarzbraun mit einer lederfarben-weißen Bänderung. Der Schnabel ist scharlachrot. Die Schnabelspitze ist elfenbeinfarben. Der Augenring, die Iris, die Beine und die Füße sind rot. Die Geschlechter sehen gleich aus. Abgesehen von den dunkleren Schnabelfirsten und Schnabelspitzen sehen die immaturen Vögel den Altvögeln ähnlich. Bei den juvenilen Vögel sind Oberseite und Kopf hell oliv getönt. Die Unterseite ist marmoriert. Schnabel und Iris sind braun. Füße und Beine sind fleischfarben gelblich ocker.

## Lautäußerungen
Die Stimme der Okinawaralle ist lautstark. Der Ruf umfasst Töne, die sich wie „kwi kwi kwi ki-kwee k-kwee“, „ki-ki-ki“ und „kyip kyip kyip kyip“ anhören. Einem rollenden „kikirr kikirr“ folgt eine aufsteigende Reihe von „kwee“-Tönen, die zum Ende hin Ähnlichkeiten mit Schweinegequieke haben. Ein anderer Ruf erinnert an Pferdewiehern. Die Rufe sind gewöhnlich am frühen Morgen, am späten Nachmittag und am Abend zu hören.

## Vorkommen und Lebensraum
Die Okinawaralle bewohnt subtropische, immergrüne Laubwälder mit dichtem Unterholz und einigen Gewässern. Sie kommt vornehmlich in Primär- und Sekundärwäldern, entlang von Waldrändern und in kleinen Waldparzellen vor. Daneben ist sie in Buschland oder in kultivierten Flächen in der Nähe von Wäldern zu finden, wo der Boden feucht ist und Bäche, Teiche oder Wasserreservoire vorhanden sind. Das Verbreitungsgebiet erstreckt sich auf das nördliche Viertel von Okinawa Hontō in der Region von Yambaru nördlich der Linie Shioya (Ortsteil von Ōgimi) und Higashi.

## Lebensweise
Die Okinawaralle lebt hauptsächlich auf dem Boden, wo sie Jagd auf Insekten, Schnecken und Amphibien macht. Weitere Nahrung findet sie im flachen Wasser, wenn sie die Teiche zum Baden und Trinken aufsucht. Sie ist ein monagamer Standvogel. Die Brutzeit ist von Mai bis Juli. Das Nest wird auf dem Boden oder in einem ausgehöhlten Baumstumpf errichtet und mit Laub, Gras und Farnwedeln ausgepolstert. Das Gelege besteht aus zwei bis drei Eiern.

## Bestand und Gefährdung
BirdLife International stuft die Okinawaralle in die Kategorie „stark gefährdet“ (endangered) ein. Expeditionen zwischen 1996 und 2004 haben ergeben, dass der Bestand von ungefähr 1800 Exemplaren auf nur noch 717 Exemplare gesunken war. Als Hauptgefährdung gilt die Nachstellung durch den auf Okinawa eingeführten Kleinen Mungo. Hinzu kommen Rodungen, Dammbauten, Straßenbau, Ackerbau und die Errichtung von Golfplätzen. Verwilderte Hunde, Katzen und Dickschnabelkrähen machen ebenfalls Jagd auf die Okinawaralle. Während der Brutzeit werden viele Altvögel überfahren.

## Systematik
Diese Art wurde erstmals 1981 von Yoshimaro Yamashina und T. Mano auf der Basis eines toten Exemplars beschrieben, das am 2. Juni 1981 am Mount Fuenchiji im Kunigami-Distrikt auf Okinawa Hontō entdeckt wurde. Die Okinawaralle wurde ursprünglich als zur Gattung Rallus gehörig klassifiziert, aber dann in die Gattung Hypotaenidia gestellt. Sie ist nahe mit der Calayan-Ralle (Gallirallus calayanensis) verwandt, eine Art, die erst 2004 entdeckt wurde.